# Henning Gebhardt
Henning Gebhardt (* 9. September 1967 in Northeim, Niedersachsen) ist ein deutscher Diplom-Betriebswirt. Er war viele Jahre als Fondsmanager tätig und berät mittlerweile Unternehmen zu Kapitalmarktthemen.

## Berufliche Stationen
Henning Gebhardt studierte Betriebswirtschaftslehre an der Universität Göttingen. Von 1996 bis 2016 war er bei der DWS tätig (vormals „Deutsche Asset Management“). Zu Beginn seiner Karriere bei der Fondstochter der Deutschen Bank war er Portfoliomanager für International Equities, um schließlich Head of German Equity und Head of European Equity zu werden. Von 2014 bis 2016 verantwortete er das globale Aktiengeschäft der DWS.
Gebhardt steuerte den vielfach auszeichneten Fonds „DWS Aktien Strategie Deutschland“, der aufgrund seiner Erfolge für weitere Mittel geschlossen wurde. Henning Gebhardt war für Aktien im Wert von 100 Milliarden Euro zuständig und galt als „Starmanager“. Das Manager Magazin nannte ihn „einen der erfolgreichsten Fondsmanager Deutschlands“, diverse andere Medien gaben ihm den Beinamen „Mr. Aktien“.
2017 wechselte Henning Gebhardt zu Berenberg, wo er bis 2019 den Zentralbereich Wealth and Asset Management verantwortete und Mitglied der erweiterten Geschäftsführung war. Als Leiter der Vermögensverwaltung richtete er das Wealth and Asset Management neu aus. Weite Teile des Fondsgeschäfts hat er neu aufgebaut.
Seit 2020 gehört Henning Gebhardt zum Beirat der Immobiliengesellschaft Brickmark. Dort unterstützt er das Management beim Ausbau des Immobilienbestandes in strategischen Fragen. Henning Gebhardt ist Vorstand des Deutschen Aktieninstituts und Mitglied im Arbeitskreis „Externe Unternehmensrechnung“ der Schmalenbach-Gesellschaft. Darüber hinaus ist er im Beirat der Basketball-Bundesliga und im Beirat der niiio finance group AG.

## Auszeichnungen als Fondsmanager
2016 erhielt Gebhardt den Goldenen Bullen, mit dem der Finanzen Verlag die herausragenden Köpfe der Finanzbranche ehrt. Aufgrund seiner langjährigen Anlage-Erfolge wurde er zum „Fondsmanager des Jahres“ ernannt.
Die Experten des Sauren Portfoliomanagement-Teams zeichneten Henning Gebhardt bereits 2008 mit dem Sauren Golden Award in der Kategorie „Aktien Deutschland“ aus. Der Award wird für besondere Managementleistungen vergeben. 2017 erhielt Gebhardt den Sauren Golden Award erneut, diesmal in der Kategorie „Comeback des Jahres“. Außerdem wurde er mit zwei Goldmedaillen geehrt. Die Auszeichnung erhielt er für die Performance des von ihm gemanagten Fonds „DWS Aktien Strategie Deutschland“, der von 2000 bis 2016 zu den besten Deutschland-Fonds gehörte.
2019 erhielt Henning Gebhardt den Citywire Deutschland Award in der Kategorie „Deutsche Aktien“.
Weitere Preise:
- Lipper Fund Awards: Select Invest 2003
- DWS Deutsche Aktien Typ 0 2002
- DWS Aktien Strategie 2007 (Deutschland & Europe)
- DWS Aktien Strategie 2014
- Feri Fund Rating Awards: Bester Fonds Aktien Deutschland 2008, 2014, 2015, 2016
- Mischfonds Global Flexibel 2016
- Morningstar Award 2015 Deutsche Aktien
- Morningstar Award 2016 MultiOpportunities (Flexible Allocation)
- Feri EuroRating Award 2016 MultiOpportunities[18]

## Einsatz für gute Governance
Henning Gebhardt war 2012 Mitglied einer der ersten Jurys, die Unternehmen für ihre Bemühungen rund um nachhaltigeres Wirtschaften auszeichnete: Der DuMont-DWS-Preis würdigte Firmen bereits 2012 für die vorbildliche Einhaltung der ESG-Kriterien.
Als Top-Manager der DWS vertrat Henning Gebhardt die Interessen der Aktionäre auf zahlreichen Hauptversammlungen und legte dabei Wert auf eine gute „Governance“ und forderte eine gute Unternehmensführung ein.
Gebhardt prangerte 2015 die Folgen des Diesel-Skandals an und hegte offen Zweifel an den neuen Chefs von Volkswagen. Bereits 2006 bemängelte er auf der Hauptversammlung von VW die Wiederwahl Ferdinand Piëchs zum Aufsichtsrat-Chef und sah darin einen Rückschlag für die Corporate Governance in Deutschland.
Gute Unternehmensführung sah Henning Gebhardt auch bei anderen Konzernen gefährdet: Bei Daimler-Chrysler verweis er auf den Kursverlust, den das Unternehmen seit der Fusionierung verzeichnet habe. Dort forderte er auch den Verkauf von Chrysler. Drei Jahre später sah er die Allianz von Daimler, Renault und Nissan kritisch. 2013 forderte er den Formel-1-Ausstieg des Unternehmens. Auf der Hauptversammlung von Siemens wiederum sprach sich Henning Gebhardt 2006 für die Aufteilung des Konzerns aus.

## Aktivitäten im Amateursport
Eine von ihm während seines Studiums trainierte Göttinger Mädchenmannschaft wurde Deutscher Meister in ihrer Altersklasse. Als Jugendwart qualifizierte er sich mit mehreren Nachwuchs-Golferteams für die Deutsche Mannschaftsmeisterschaft.